# Pazdics
Pazdics (szlovákul Pozdišovce) község Szlovákiában, a Kassai kerület Nagymihályi járásában.

## Fekvése
Nagymihálytól 5 km-re délnyugatra, a Laborc és az Ondava között fekszik.

## Története
Pazdics várát 1345-től említik, amikor a Mikcsfieké volt. 1398-ban a koronára szállt, majd 1403-ban csebi Veres Miklós és Kelecsényi Mátyás kapták adományul. Valószínűleg helyére épült 1648-ban Szirmay István kastélya.
A 18. század végén Vályi András így ír róla: „PAZDICS. Pazdicsovce. Tót falu Zemplén Vármegyében, földes Ura Szirmay, és több Uraságok, lakosai katolikusok, evangelikusok, és ó hitüek, fekszik Vásárhelyhez, és Motsárhoz is 2/7 órányira, az országútban, ’s az Uraságnak kastéllyával ékesíttetik; határja 2 nyomásbéli, melly búzát, gabonát, zabot, árpát, tengerit is terem, erdője vagyon, szőleje nints, tserép edényeknek való agyaggal bővelkedik, és legelővel, piatzok Nagy Mihályon 3/4 órányira.”
Fényes Elek 1851-ben kiadott geográfiai szótárában így ír a faluról: „Pászdics, tót-orosz falu, Zemplén vmegyében, ut. p. Nagy-Mihályhoz 3/4 órányira, 298 romai, 328 g. kath., 463 evang., 10 ref., 65 zsidó lak. Evang. anyatemplom. Szép kastélyok. 709 holdnyi szántófölde termékeny; erdeje derék. F. u. a Szirmay nemzetség.”
Borovszky Samu monográfiasorozatának Zemplén vármegyét tárgyaló része szerint: „Pazdics, kisközség 225 házzal és 1184, nagyobbára tótajkú s ág. h. evangelikus lakossal. Saját postája van, távírója és vasúti állomása Nagymihály. Első írott nyomára 1323-ban találunk, a mikor e possessiót, mely előbb a Renold fia Péteré volt, Róbert Károly király Mihály mesternek adományozza. 1365-ben már vára és Miklós nevű várnagya is szerepel. 1403-ban Zsigmond király Csebi Lőrincznek, Kelecsenyi Miklósnak, Némethfalvi Tamásnak és Liszkai Benedek fiainak adományozza a várral együtt. Még ugyanez évben Némethfalussi Györgyöt, Vörös Miklóst, Kerechenyi Mátyást és Liszkai Miklóst iktatják birtokába. Vörös Miklósnak magvaszakadván, 1421-ben birtokának felét Sempsey Istvánra hagyja. 1435-ben a Pazdicsyakon kívül az Uporiak, azután a Rozgonyiak, Eödönffyek s 1475-ben a Buttkay családbeliek is földesurai. Az ezidőbeli oklevelek már sűrűn emlegetik a fortalicium Pazdicz-ot. 1583-ban Nádasdy Miklóst is némely részébe iktatják, míg az 1598-iki összeírás Melith Videt, Sempsey Ferenczet, Pazdicsy Miklóst és Rákóczy Ferenczet találja itt. 1640-ben Szirmay Péteré lett, kinek, mint akkori alispánjának és követének, 1648-ban a vármegy kastélyát felépíteni segített. 1750-ben Péchy Évát is némely részeibe iktatják. A Szirmayakat a birtoklásban a Boronkay, Szidov, Szulyovszky, Pothurnay és a Mokcsay családok követték. Most özv. Nauendorf Henrikné szül. Szirmay Izabellának és a Weinberger-örökösöknek van itt nagyobb birtokuk és saját kastélyuk, melyet a Szirmayak építtettek. Van itt szeszgyár és műmalom is, mely a Weinberger örökösöké. Pazdicsról veszi nevét az Ákos-nembeli Pazdicsy család és előnevét a Koporczy család. Evangélikus temploma XVI. századbeli építmény, melyet azonban már több ízben átalakítottak. Az egyház 1692-ből származó ostyaosztogató tányért és úrasztali kelyhet őriz. Mindkettő Szirmay András ajándéka. Az itteni temetőben van a Szirmayak sirboltja is.”
A trianoni békeszerződésig Zemplén vármegye Nagymihályi járásához tartozott.

## Népessége
| Év:            | 1994. | 2004.   | 2014.   | 2024.   |
| -------------- | ----- | ------- | ------- | ------- |
| Emberek száma: | 1183  | 1227    | 1289    | 1307    |
| Eltérés:       |       | +3,71 % | +5,05 % | +1,39 % |

| Év:            | 2023. | 2024.   |
| -------------- | ----- | ------- |
| Emberek száma: | 1312  | 1307    |
| Eltérés:       |       | -0,38 % |

1880-ben 1071 lakosából 939 szlovák, 45 német és 56 magyar anyanyelvű volt. Ebből 458 evangélikus, 272 görögkatolikus, 236 római katolikus, 91 izraelita és 14 református vallású volt.
1890-ben 1132 lakosából 51 magyar, 105 német és 944 szlovák anyanyelvű volt. Ebből 449 evangélikus, 284 görögkatolikus, 264 római katolikus, 116 izraelita és 19 református vallású volt.
1900-ban 1184 lakosából 60 magyar, 84 német, 5 ruszin és 1027 szlovák anyanyelvű volt. Ebből 489 evangélikus, 293 római-, 291 görögkatolikus, 101 izraelita és 10 református vallású volt.
1910-ben 1219 lakosából 1024 szlovák, 134 magyar és 17 német anyanyelvű volt. Ebből 475 evangélikus, 313-313 római és görögkatolikus, 95 izraelita és 23 református vallású volt.
1921-ben 1242 lakosából 13 magyar, 151 orosz, 62 zsidó, 917 csehszlovák, 48 egyéb nemzetiségű és 51 állampolgárság nélküli volt. Ebből 423 evangélikus, 362 római-, 322 görögkatolikus, 79 izraelita, 43 református és 13 egyéb vallású volt.
1930-ban 1164 lakosából 3 magyar, 63 ruszin, 40 zsidó, 963 csehszlovák, 81 egyéb nemzetiségű és 14 állampolgárság nélküli volt. Ebből 461 evangélikus, 337 görögkatolikus, 288 római katolikus, 55 izraelita és 23 református vallású volt.
1970-ben 1377 lakosából 1364 szlovák volt.
1980-ban 1274 lakosából 1267 szlovák volt.
1991-ben 1155 lakosából 1053 szlovák és 4 magyar volt.
2001-ben 1221 lakosából 1200 szlovák és 1 magyar volt.
2011-ben 1260 lakosából 1121 szlovák, 89 cigány és 2 magyar volt. Ebből 444 római katolikus, 375 evangélikus, 182 pravoszláv, 138 görögkatolikus, 22 jehovista, 16 református, 6 metodista, 25 nem vallásos és 48 ismeretlen vallású volt.

## Neves személyek
- Itt született 1656-ban Szirmay András Zemplén vármegyei birtokos nemes, a kuruc idők ismert személyisége.
- Itt született 1751-ben Fabriczy András (1751–1830) evangélikus lelkész.
- Itt született 1860-ban Feldmann Mózes rabbi.
- Ján Eugen Kočiš (1926–2019) görögkatolikus főpap, a Cseh Köztársaság ruszin katolikus apostoli exarchátusának segédpüspöke (2004–2006)
- Itt nevelkedett Fabriczy Dávid (1716-1772) evangélikus lelkész.

## Nevezetességei
- Evangélikus templom gótikus szentéllyel.
- Az 1648-ban épített Szirmay-kastély, melyet 1890-ben újítottak fel. Egykor kerámiagyár működött benne.
- Malom a 19. század első harmadából.
- 1698 és 1701 között épült kúria, ma az önkormányzat székhelye.
- A falu régi fazekasságáról, népviseletéről híres.